# Pietro Prini
Pietro Prini (Belgirate, 1915 - Belgirate, 28 de diciembre de 2008) es un filósofo italiano.

## Biografía
Docente emérito de filosofía en la Universidad de La Sapienza de Roma, es uno de los mayores filósofos italianos de inspiración católica.

## Obras
- Rosmini (1961, 2ª edición)
- Plotino (1994, 4ª edición)
- Discorso e situazione (1975, 2ª edición)
- Il paradosso di Icaro (1976, 2ª edición)
- Storia dell'esistenzialismo da Kierkegaard a oggi (1989)
- La filosofia cattolica italiana del Novecento (1989, 2ª edición)
- Il corpo che siamo. Introduzione all'antropologia etica (1991)
- Il cristiano e il potere (1993)
- Lo scisma sommerso (1998)

### Ediciones en español
- Prini, Pietro (1963). Gabriel Marcel y la morfología de lo iverificable. Miracle. ISBN 978-84-7109-044-7.

- Prini, Pietro (1992). Historia del existencialismo: de Kierkegaard a hoy. Editorial Herder. ISBN 978-84-254-1766-5.

- Prini, Pietro (2003). El cisma soterrado: el mensaje cristiano, la sociedad moderna y la Iglesia Católica. Editorial Pre-Textos. ISBN 978-84-8191-530-3.